# گابریل چاواریا
گابریل چاواریا (به انگلیسی: Gabriel Chavarria) (زاده ۲۹ آوریل ۱۹۸۹) بازیگر آمریکایی است.
از فیلم‌های معروف او می‌توان به بازی در فیلم جنگ برای سیاره میمون‌ها و پاکسازی اشاره کرد.